# 马吉塔
马吉塔（Majitha），是印度旁遮普邦Amritsar县的一个城镇。总人口13006（2001年）。

## 人口
该地2001年总人口13006人，其中男性6902人，女性6104人；0—6岁人口1801人，其中男1012人，女789人；识字率59.10%，其中男性为63.30%，女性为54.36%。